# Eric von Rosen

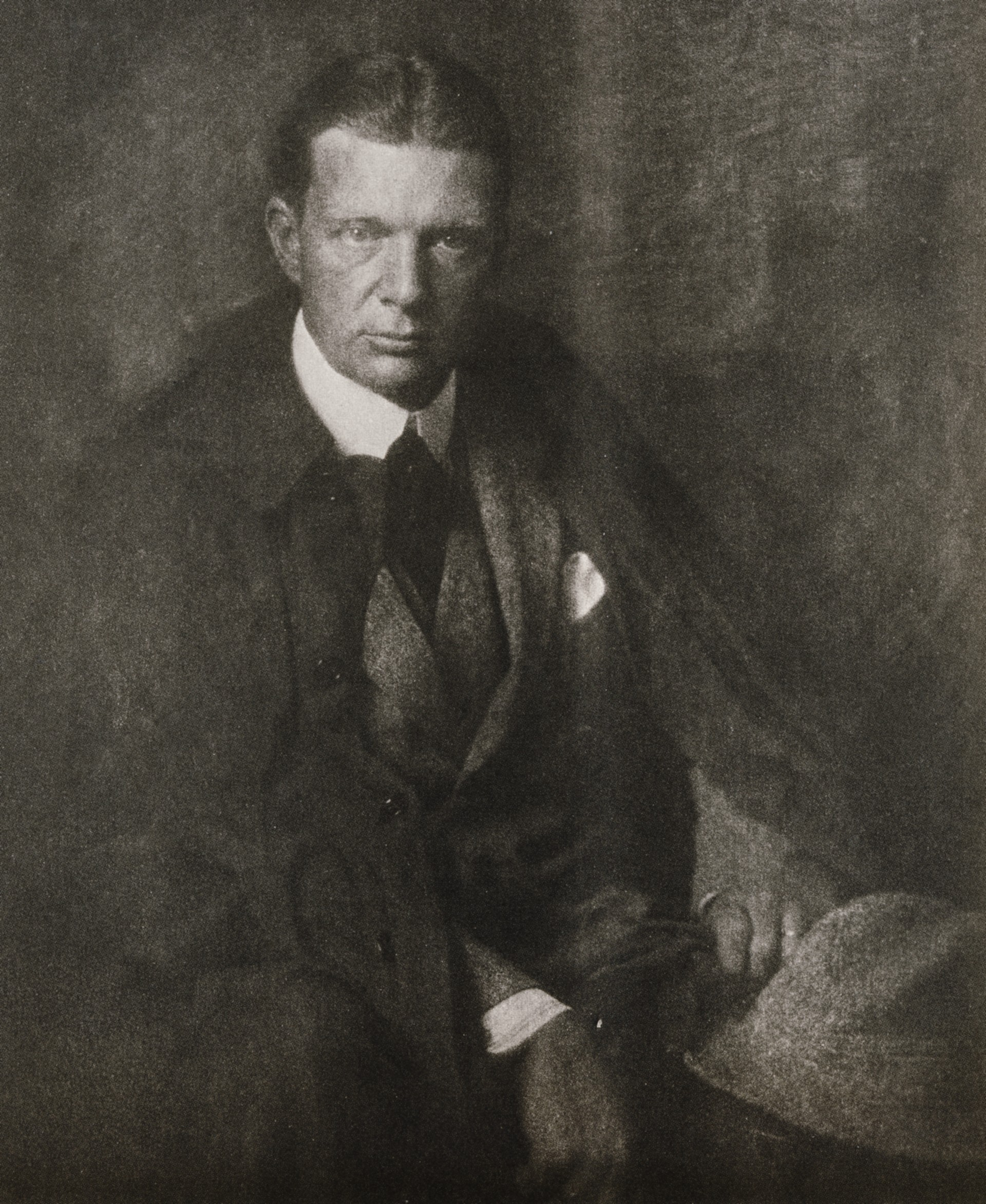
Eric von Rosen in 1919

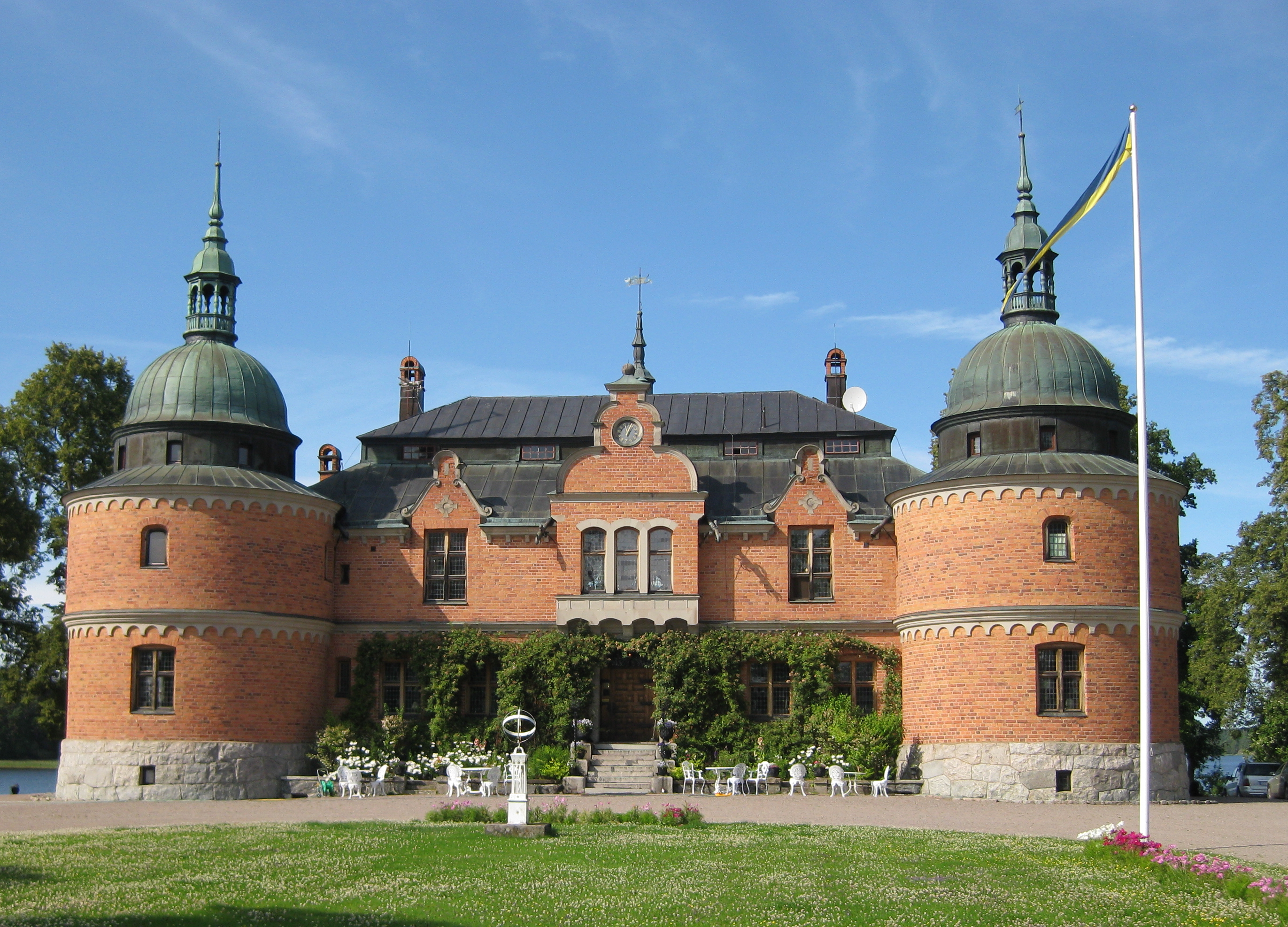
Het kasteel van von Rosen te Rockelsta

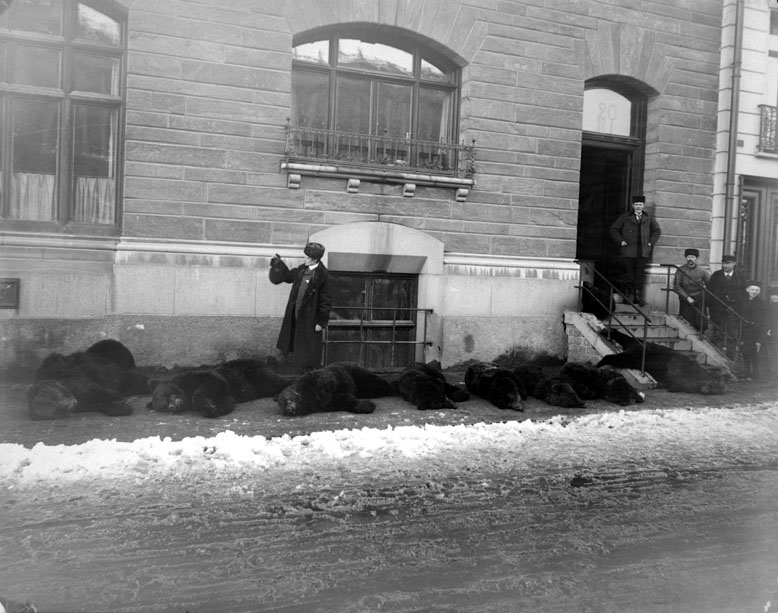
von Rosen met door hem geschoten beren

Graaf Carl Gustaf Bloomfield Eric von Rosen (Stockholm, 2 juni 1879 - Skeppsholmen, 25 april 1948) was een Zweedse ontdekkingsreiziger, etnograaf en nationaalsocialist.

## Loopbaan
Von Rosen studeerde etnografie. Hij was een verwoed bergbeklimmer en jager op grootwild, vooral beren. Hij vertrok in 1901 samen met Erland Nordenskjöld op ontdekkingsreis naar de Andes, Bolivië en Argentinië. In 1909 trok hij gedurende twee jaar te voet van Kaap de goede hoop naar Alexandrië. Hij bestudeerde er de pygmeeën en ontdekte de batwa aan het Bangweulumeer op de grens van Duits-Oost-Afrika.
Von Rosen gebruikte de swastika als zijn persoonlijk kenteken. Hij kende het van de runestenen in Gotland, een gelukssymbool van de Vikingen. Toen hij in 1901 op ontdekkingsreis vertrok naar Zuid-Amerika, merkte hij zijn bagage met een swastika. Hij vocht als vrijwilliger in de Finse Burgeroorlog tegen de Rode Garde en schonk een vliegtuig van het type Morane-Saulnier Type L van AB Thulinverken en werd zo stichter van de Finse luchtmacht. In 1935 hield hij voordrachten over het nationaalsocialisme.

## Familie
Zijn vader was graaf Carl Gustaf von Rosen en zijn moeder was Ella Carlton Moore uit Philadelphia, Pennsylvania. Graaf Clarence von Rosen was zijn broer. Von Rosen huwde met barones Mary Fock en samen kregen ze zes kinderen: Bjorn in 1905, Mary in 1906, Carl Gustaf von Rosen in 1909, Birgitta in 1913, Egil in 1919 en Anna in 1926.
Von Rosen liet zich in 1920 van Stockholm naar zijn kasteel Rockelsta in Sörmland vliegen door Hermann Göring.
Göring bleef overnachten en ontmoette er Carin von Kantzow, de zus van de echtgenote van Von Rosen, met wie hij nadien trouwde.

## Publicaties
Von Rosen schreef over zijn reizen in het Zweeds, Engels en Duits
- Från Kap till Alexandria, Albert Bonniers Förlag, Stockholm
- Archaeological Researches on the Frontier of Argentina and Bolivia in 1901-02: A Preliminary Report, Verlag, Nabu Press, 2010, ISBN 1172670692, 9781172670697
- The Corotes Indians in the Bolivien Chaco, Ivar Haegströms Boktryckeri AB 1904 I
- The Mounds of Pucarà, Tidskrift utgiven av Svenska Skällskapet för Antropologie och Geografi, Årg. 1924, H.2
- Vår Tid och Ungdomen, Stockholm, Albert Bonniers Förlag  1919
- Några Bestigningar och Rön i Lappmarken 1933-1935, Särtryck ur Till Fjälls 1936
- Chacofarare Berätta, Hugo Gebers Förlag, Stockholm
- En Förgången Värld, Albert Bonniers Förlag, 1919 Stockholm
- Träskfolket, Bonniers Förlag, Stockholm 1916
- Trolltiven, Herausgeber Ernst Manker, Nordisk Rotogravyr, Stockholm 1952